# Кокинохори
Кокинохори (грч. Κοκκινοχώρι) је насељено место у  општини Кушница у периферији Источна Македонија и Тракија, Грчка. Према попису из 2021. године било је 219 становника.
Према бугарском географу и историчару, Василу Канчову, у Кокинохорију је 1900. године живело 125 Турака. 
Године 1924. турско становништво је принудно исељено у Турску а на њихово место су насељене грчке избегличке породице, којих је на попису из 1928. године било 212. Село се раније звало Сарли.